# Noha Hany
Noha Hany Muhammad Hussain (arabisch نهى هاني محمد حسين, DMG Nuhā Hānī Muḥammad Ḥusain; * 25. Februar 2001) ist eine ägyptische Florettfechterin. Sie gehört zu den besten afrikanischen Fechterinnen ihrer Generation.

## Biografie und Hintergründe
Noha Hany studiert Business Information Systems an der Helwan-Universität in Kairo. Sie startet für den Nasr City Sporting Club.

## Nachwuchssport

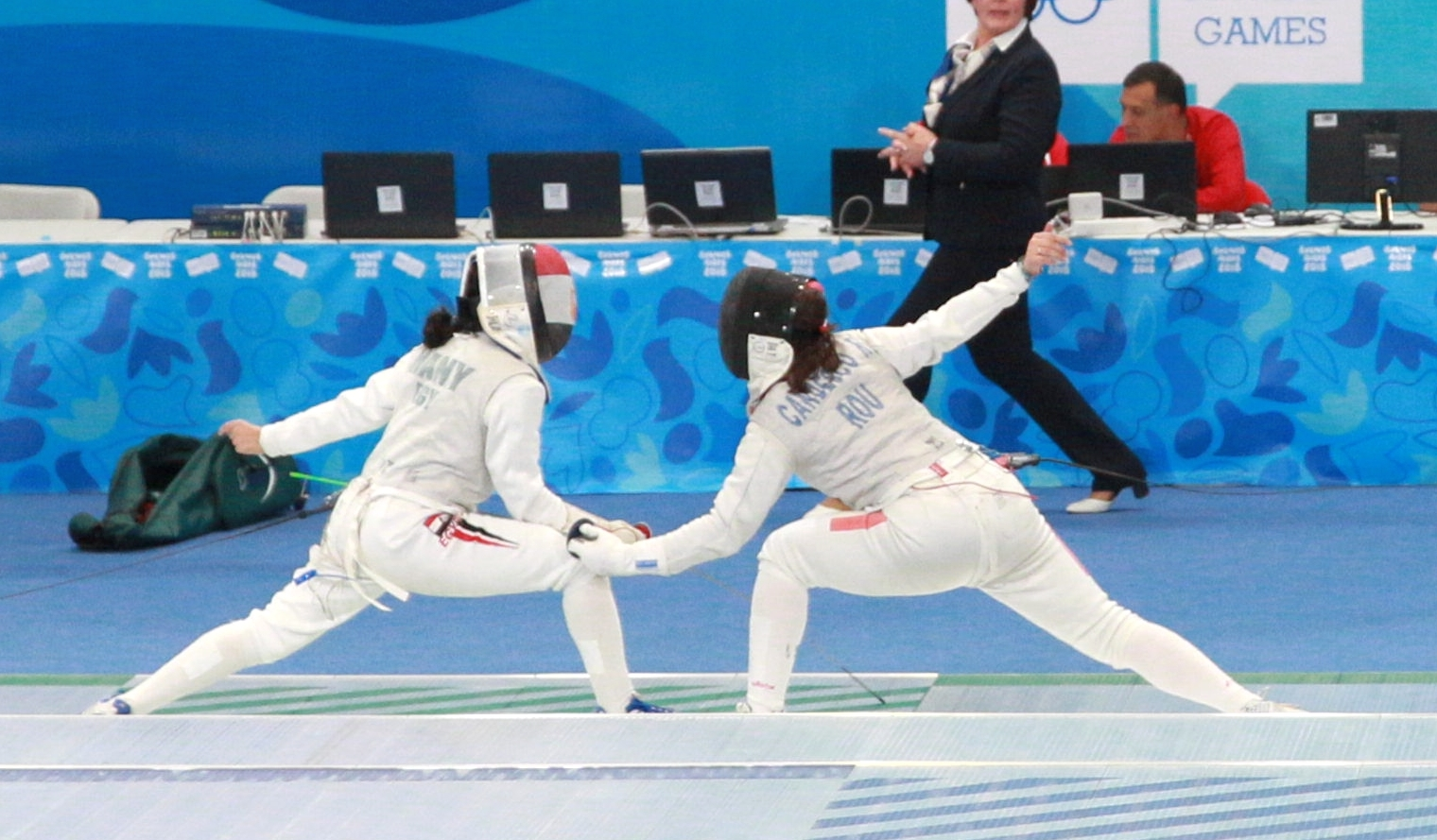
Hany im Kampf gegen Rebeca Cândescu bei den Olympischen Jugendspielen

2018 startete Hany bei den gleichzeitigen Kadetten- (U17) und Junioren-Weltmeisterschaften (U20) in Verona. Im Wettbewerb der Kadetten belegte sie den 51., bei den Juniorinnen den 70. Platz. Mit der Mannschaft erreichte sie Platz 10. Höhepunkt der Juniorinnen-Zeit wurden die Florett-Wettkämpfe bei den Olympischen Jugendspielen 2018 in Buenos Aires. Nach einem sechsten Rang in ihrer Vorkampfgruppe traf sie in der ersten Runde auf die Rumänin Rebeca Cândescu und besiegte die stärker eingeschätzte Gegnerin mit 15:11. Danach unterlag sie im Viertelfinale der späteren Bronzemedaillengewinnerin aus den USA, May Tieu, deutlich mit 3:15. In der Endabrechnung belegte sie den achten Rang. Zudem trat sie mit den Algeriern Yousra Zeboudj und Chaima Benadouda sowie ihren Landsleuten Mohamed El-Sayed, Loaay Marouf und Mazen Elaraby als Mannschaft Africa im Mixed-Mannschaftswettbewerb an und erreichte dort den achten und letzten Platz.
2019 begann für Hany mit dem Gewinn des Einzel-Titels bei den Afrikanischen Juniorenmeisterschaften in Algier. Es folgten die Junioren-Weltmeisterschaften in Toruń. Hany konnte sich im Vergleich zum Vorjahr um fast 20 Ränge verbessern und wurde 54. Zudem erreichte sie mit Yara El-Sharkawy, Mariam Elzoheiry und Salma Hany den 17. Platz im Mannschaftswettbewerb. Bei den Afrikanischen Juniorenmeisterschaften 2020, ihrem für ein Jahr letzten Wettkampf vor der COVID-19-Pandemie, verteidigte sie in Cape Coast, Ghana ihren Titel aus dem Vorjahr. Die Junioren-Weltmeisterschaften 2021 im heimischen Kairo brachten erneut fast eine Verbesserung um 20 Ränge im Vergleich zur letzten Junioren-WM zwei Jahre zuvor; Hany wurde 37. Mit der Mannschaft erreichte sie Platz 10.

## Seniorenbereich
Hany debütierte international bei den Afrikameisterschaften 2017 in Alexandria und wurde schon im Alter von 16 Jahren Fünfte. Zudem gewann sie mit der Mannschaft die Afrikameisterschaft. 2018 gewann sie in Tunis sowohl im Einzel als auch mit der Mannschaft die Bronzemedaillen. Seit der Saison 2018/19 tritt sie auch im Weltcup an, konnte aber bislang nie besser als Rang 94 bei ihrem Heimweltcup in Kairo im Jahr 2019 werden. Auch bei den Afrikameisterschaften 2019 gewann sie wieder Medaillen in beiden Wettbewerben, dieses Mal die Silbermedaillen. Im Einzel-Finale musste sie sich wie bei den später im Jahr stattfindenden Afrikaspielen nur der tunesischen Seriensiegerin Inès Boubakri geschlagen geben. Im Mannschaftswettbewerb der Afrikaspiele in Salé gewann sie mit der Mannschaft Ägyptens die Goldmedaille. Dazwischen startete sie bei ihren ersten Weltmeisterschaften. In Budapest belegte sie im Einzelwettbewerb Platz 84, mit der Mannschaft wurde sie 18.
Nach der Corona-Pause waren die Olympischen Sommerspiele 2020 mit einem Jahr Verzögerung nach den Juniorenweltmeisterschaften des Jahres der erste größere Wettbewerb und der Karrierehöhepunkt bis dato. Im Einzel-Wettbewerb erreichte Hany nach einer 6:15-Niederlage in ihrem Auftakt-Kampf gegen die Chinesin Chen Qingyuan in der Runde der letzten 32 in der Endabrechnung den 26. Platz.

## Weltranglisten-Platzierungen
| Saison  | Platzierung Senioren | Punkte Senioren | Platzierung Junioren | Punkte Junioren | Platzierung Kadetten | Punkte Kadetten |
| ------- | -------------------- | --------------- | -------------------- | --------------- | -------------------- | --------------- |
| 2016/17 | 65.                  | 21.000          |                      |                 |                      |                 |
| 2017/18 | 54.                  | 30.000          | 42.                  | 32.500          | 51.                  | 0.000           |
| 2018/19 | 35.                  | 43.000          | 23.                  | 53.500          |                      |                 |
| 2019/20 | 41.                  | 41.500          | 27.                  | 37.000          |                      |                 |
| 2020/21 | 40.                  | 43.000          | 22.                  | 37.000          |                      |                 |